# Joaquim Brasil Fontes Júnior
Joaquim Brasil Fontes Júnior (Formiga, 14 de outubro de 1939 — Campinas, 11 de julho de 2019) foi um ensaísta, tradutor, pesquisador e professor na Universidade Estadual de Campinas.

## Biografia
Teve formação em Filosofia e Letras pela PUC de Campinas. Pesquisou sobre os Cantos de Maldoror de Lautréamont durante o mestrado e doutorado realizados na França. Defendeu tese de livre-docência sobre a lírica de Safo de Lesbos, pesquisa que resultou no livro Eros, tecelão de mitos.     
Lecionou no curso de pós-graduação em Letras da PUC Campinas e na Faculdade de Letras da Universidade de Besançon, na França. Na Universidade Estadual de Campinas (UNICAMP) foi professor-titular da cadeira de "Leitura e Produção de Textos" na Faculdade de Educação. Dedicou-se as áreas de Literatura e Ensino, Literatura Comparada, Literaturas Clássicas (Grega e Latina) e Francesa (séculos XVII, XVIII e XIX), voltando-se particularmente para questões ligadas a narrativa, poesia e teatro, bem como ensino de literatura e leitura.   

## Obras publicadas
- Eros, tecelão de mitos : A poesia de Safo de Lesbos. 1ª ed. São Paulo: Estação Liberdade, 1991. 537p . 2ª. ed. São Paulo: Iluminuras, 2003. 601p.
- A Musa Adolescente. São Paulo: Iluminuras, 1998. 255p.
- As obrigatórias metáforas : Apontamentos sobre literatura e ensino. São Paulo: Iluminuras, 1999. 89p .
- O Livro dos Simulacros. 1º ed. Florianópolis: Clavicórdio, 2000. 128p. Republicado em "edição ilustrada, emendada e corrigida pelo autor": São Paulo: Iluminuras, 2018.
- Poética do fragmento: Safo de Lesbos. Seminários de Literatura. Belém: Instituto de Artes do Pará, 2000. 135p.
- Os anos de exílio do jovem Mallarmé. Cotia - SP: Ateliê, 2007. 169p .
- Nigredo: estudos de morte e dulia. Florianópolis: Cultura e Barbárie, 2017. 304p .

## Traduções
- Fragmentos dos fragmentos da lírica de Safo. Florianópolis: Noa Noa, 1990. 38p .
- Variações sobre a lírica de Safo: texto grego e variações livres. Edição bilíngue. São Paulo: Estação Liberdade, 1992. 220p .
- Poemas e Fragmentos, de Safo de Lesbos. São Paulo: Iluminuras, 2003. 192p.
- Hipólito e Fedra. Três tragédias, de Eurípides, Sêneca e Racine. São Paulo: Iluminuras, 2007. 494p. (Prêmio Jabuti de melhor tradução, 2008)
- Os Cantos de Maldoror, de Lautréamont. Campinas: Editora Unicamp, 2015. 323p.